# Erpetosaurus
Erpetosaurus is een geslacht van uitgestorven temnospondyle Batrachomorpha (basale 'amfibieën') dat behoort tot de Dvinosauria. Het leefde in het Laat-Carboon (ongeveer 310 miljoen jaar geleden) en zijn fossiele overblijfselen zijn gevonden in Noord-Amerika.

## Naamgeving
De typesoort Erpetosaurus radiatus werd voor het eerst beschreven in 1874 door Edward Drinker Cope, op basis van fossiele overblijfselen gevonden in het Linton-gebied (Ohio), in bodems die dateren uit het Midden-Pennsylvanien. De geslachtsnaam is samengesteld uit het Grieks herpeton, 'kruipend dier', en sauros, 'salamander'. De soortaanduiding betekent 'de gestraalde', vermoedelijk een verwijzing naar het patroon van richels op het schedeldak. Het holotype is AMNH 6922, een schedel. Twee soorten uit Linton door Cope benoemd in het geslacht Diceratosaurus (Diceratosaurus laevis gebaseerd op de schedel AMNH 6923 en Diceratosaurus robustus gebaseerd op schedel AMNH 8611 G) werden later begrepen synoniemen te zijn van Erpetosaurus radiatus.
Verwarrend is dat Moodie in 1911 per abuis ook een Erpetosaurus benoemde. In 1916 gaf hij de vervangingsnaam Eobaphetes.

## Beschrijving
Erpetosaurus leek vaag op een salamander, met een langwerpig lichaam ondersteund door talrijke presacrale wervels en korte benen. Het bezat enkele kenmerken die vergelijkbare dieren zoals Isodectes en Acroplous gemeen hebben, zoals de aanwezigheid van rijen vierkante dermale platen die de onderste binnenrand van de onderkaak begrenzen, dermale schubben achter de interclavicula en een extreme verlenging van het darmbeen. In tegenstelling tot deze dieren had Erpetosaurus echter nog steeds een otische inkeping (een inkeping in het gebied dat waarschijnlijk door het trommelvlies wordt ingenomen) en miste hij een gevleugelde basale plaat van de parasphenoïde.
Erpetosaurus bezat enkele unieke kenmerken, zoals de aanwezigheid van een paar hoektanden op elke premaxilla (naast een enkele kortere tand) en diastemen om plaats te bieden aan de lange tanden op het dentarium en omgekeerd een inkeping op het voorste deel van het dentarium om plaats te bieden aan de premaxillaire hoektanden; er waren twee diastemen op de premaxilla en op het voorste deel van de maxilla voor twee tanden van het dentarium. Er was ook een langwerpige, buisvormige achterste verlenging van de parasphenoïde.

## Classificatie
Erpetosaurus is een lid van de dvinosauriërs, een groep temnospondylen met aquatische gewoonten, over het algemeen van kleine tot middelgrote omvang. Studies met betrekking tot de morfologie van Erpetosaurus geven aan dat dit dier aan de basis stond van een clade die afgeleide dvinosauriërs (Dvinosauroidea) omvatte, inclusief vormen zoals Isodectes, Acroplous, Dvinosaurus en Tupilakosaurus, gezien de aanwezigheid van een mozaïek van basale en afgeleide kenmerken. De nauwe verwantschap van Erpetosaurus (met een otische inkeping) en dvinosauriërs zonder een otische inkeping documenteert een van de fylogenetische knopen waarin de otische inkeping verloren ging bij de temnospondylen, waarschijnlijk een specialisatie verbonden met een meer aquatische levensstijl (Milner en Sequeira, 2011).